# Arkadiusz Michalski
Arkadiusz Michalski (ur. 7 stycznia 1990 w Głogowie) – polski sztangista zawodnik klubu Budowlani Opole. Złoty (2018), dwukrotny srebrny medalista mistrzostw Europy seniorów w kategorii 105 kg (2015 i 2016). W tej samej kategorii zdobywał również brązowe medale w rywalizacji o mistrzostwo Europy juniorów (2010) i młodzieżowców (2011). Olimpijczyk. Brązowy medalista mistrzostw świata w Aszchabadzie (2018)
Na arenie międzynarodowej zadebiutował w 2008 roku, zajmując 6. miejsce w mistrzostwach świata juniorów. Początkowo rywalizował w kategorii 94 kg, w której jego największym sukcesem było zajęcie 4. miejsca w debiucie w mistrzostwach Europy na Mistrzostwach Europy w Podnoszeniu Ciężarów 2010. Ostatecznie w tym samym roku przeniósł się do kategorii 105 kg, zdobywając brązowy medal mistrzostw Europy juniorów, a rok później mistrzostw Europy młodzieżowców. W tej kategorii w 2014 roku po raz pierwszy wystartował w mistrzostwach świata, plasując się na 6. pozycji. W kategorii 105 kg podczas Mistrzostw Europy w Podnoszeniu Ciężarów 2015 zdobył swój pierwszy medal w rywalizacji seniorskiej na arenie międzynarodowej, zajmując 3. miejsce (w październiku 2016, po dyskwalifikacji Mołdawianina Andrian Zbîrnei, został przesunięty na 2. pozycję). Rok później w imprezie tej samej rangi zdobył wicemistrzostwo Europy w kategorii 105 kg, przegrywając złoty medal wagą ciała (w dwuboju uzyskał bowiem taki sam wynik co Artūrs Plēsnieks). Mistrz Europy (2018). 
Uczestnik Letnich Igrzysk Olimpijskich 2016, gdzie w kategorii do 105 kg zajął 7. pozycję.
Michalski jest wychowankiem Górnika Polkowice. Wielokrotnie zdobywał medale mistrzostw Polski zarówno w rywalizacji seniorów, jak i w kategoriach juniorskich i młodzieżowych (do lat 17, 20 i 23).